# Jaén (Filipinas)
Jaén (Bayan ng Jaen - Municipality of Jaen) es un municipio filipino de segunda categoría, situado en la parte central de la isla de Luzón. Forma parte del Cuarto Distrito Electoral de la provincia de Nueva Écija situada en la Región Administrativa de Luzón Central, también denominada Región III.
Según el último censo, tiene una población de 63.474 habitantes distribuidos en 11.472 hogares.

## Barangays
Jaén se divide administrativamente en 27 barangays.
| - Calabasa - Dampulan (Pob.) - Hilera - Imbunia - Imelda Pob. (Doña Aurora) - Lambakin - Langla - Magsalisi - Malabon-Kaingin - Marawa - Don Mariano Marcos (Pob.) - San Josef (Navao) - Niyugan - Pamacpacan | - Pakol - Pinanggaan - Ulanin-Pitak - Putlod - Ocampo-Rivera District (Pob.) - San Jose - San Pablo - San Roque - San Vicente - Santa Rita - Santo Tomas North - Santo Tomas South - Sapang |

## Imágenes

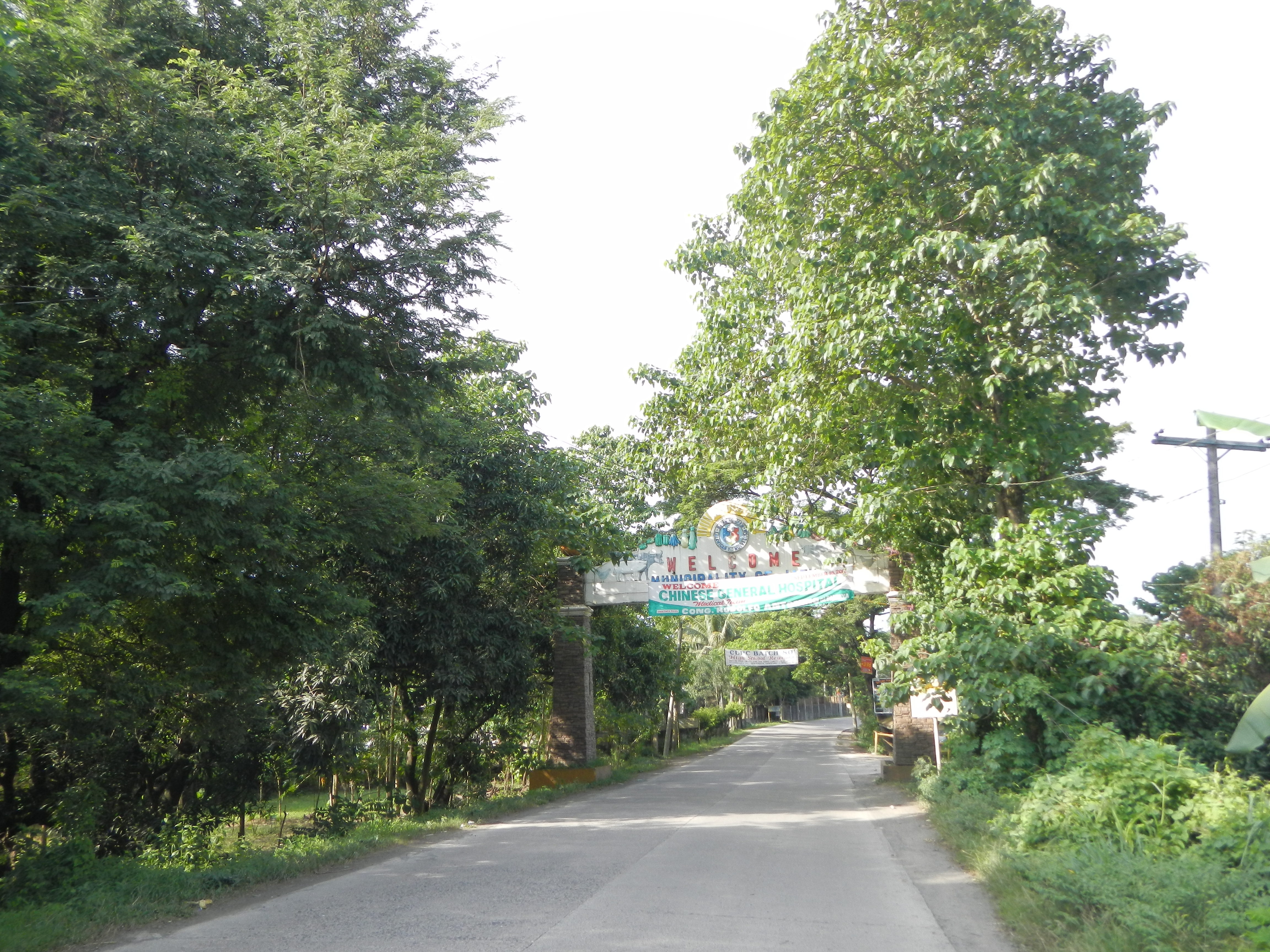
Arco de bienvenida
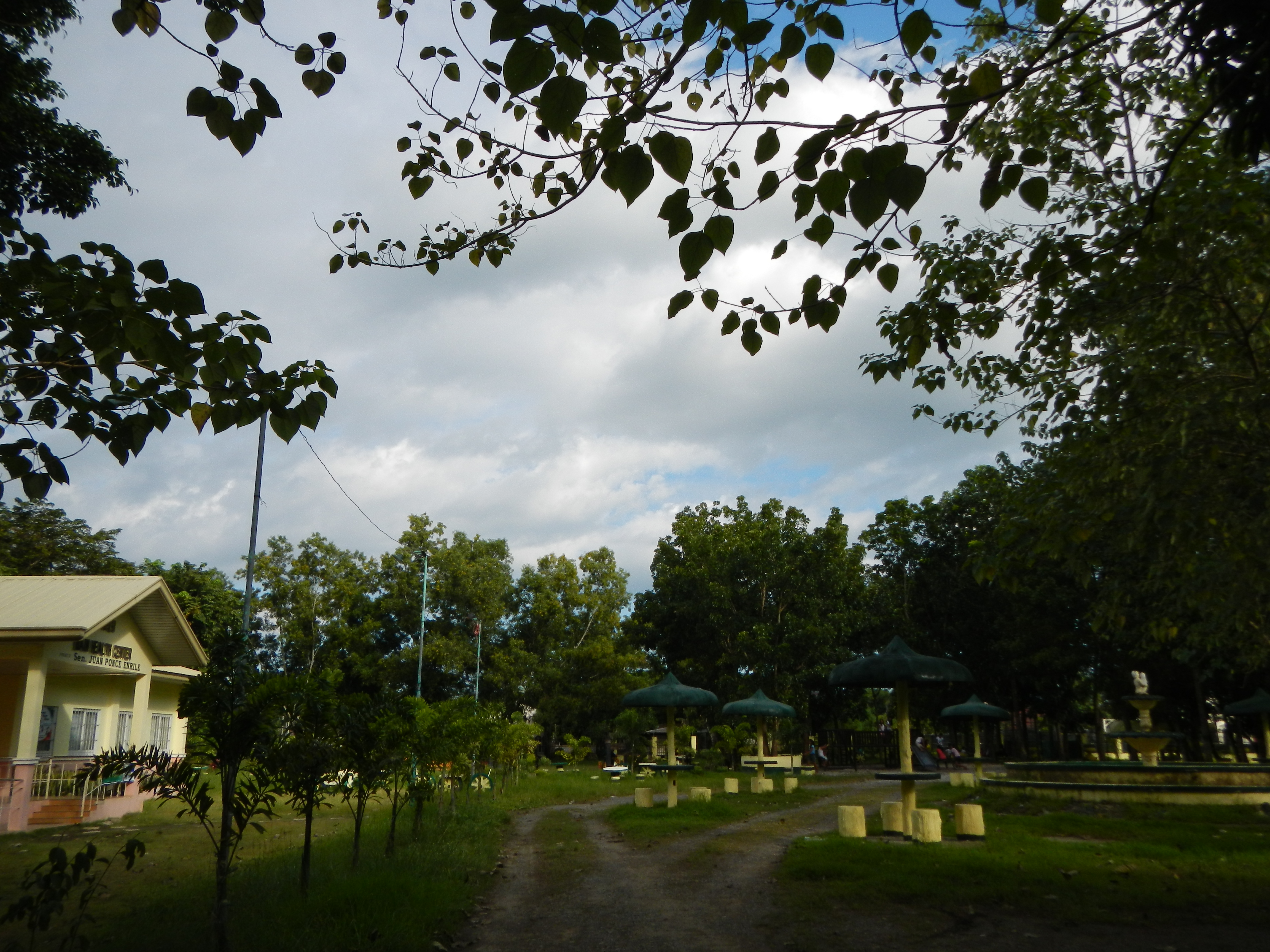
Parque municipal
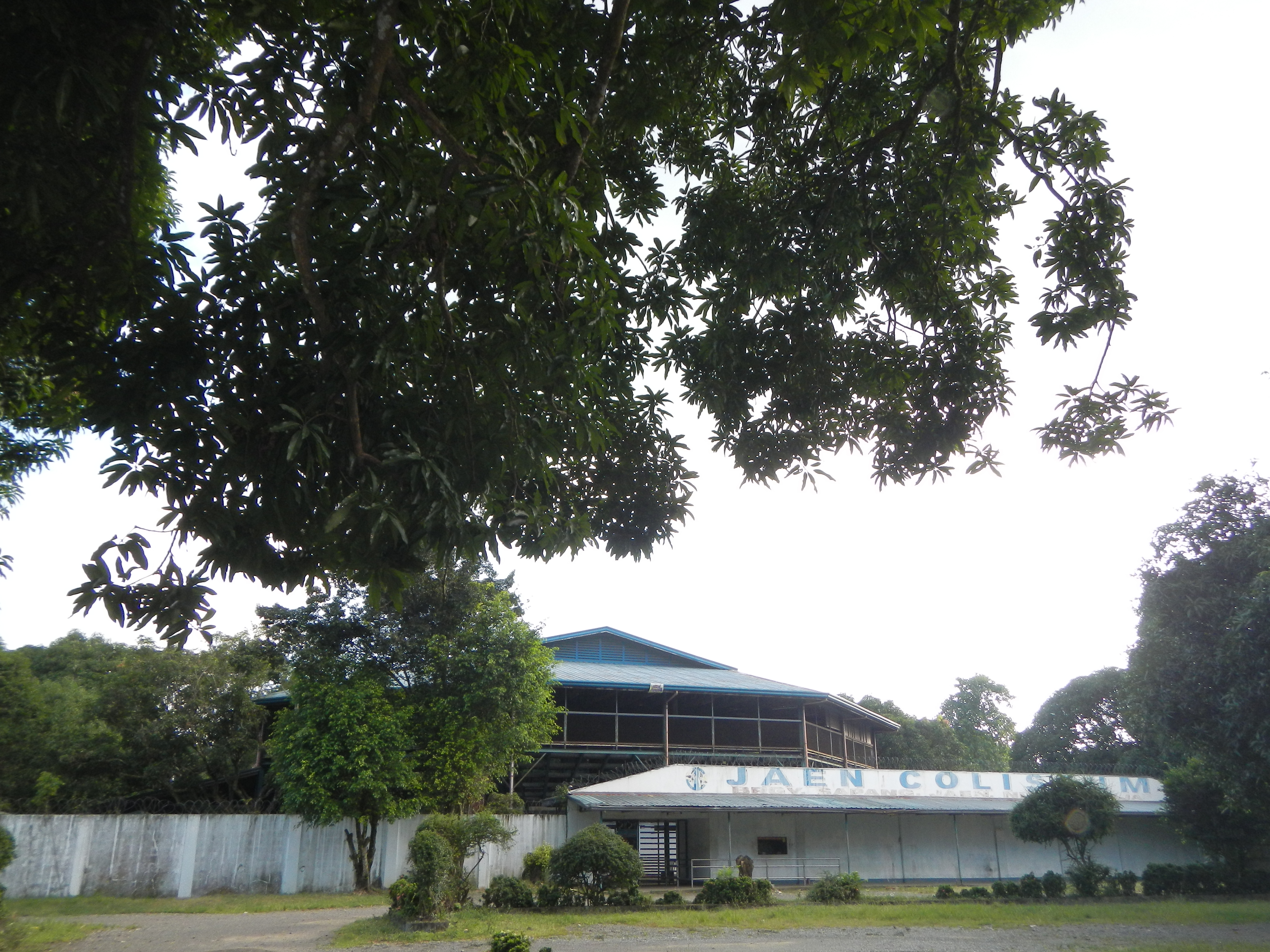
Coliseo de Jaén

## Ciudades homónimas
- Jaén, España.
- Jaén de Bracamoros, Perú.